# Brachyglene
Brachyglene là một chi bướm đêm thuộc họ Notodontidae. Chi này có các loài sau:
- Brachyglene albicephala  Miller, 2008
- Brachyglene bracteola  (Geyer, 1832)
- Brachyglene caenea  (Drury, 1782)
- Brachyglene crocearia  (Schaus, 1912)
- Brachyglene fracta  Miller, 2008
- Brachyglene patinata  Prout, 1918
- Brachyglene schausi  Prout, 1918
- Brachyglene subtilis  (C. và R. Felder, 1874)
- Brachyglene thirmida  Hering, 1925